# Victoria Siddall
Victoria Siddall (Belfast, 8 de diciembre de 1977) es una galerista y activista ambiental británica, que fue directora inaugural de la feria de arte Frieze Masters. Fue nombrada directora de la National Portrait Gallery de Londres en agosto de 2024. Es cofundadora de los grupos de campaña ambiental Gallery Climate Coalition y Murmur.

## Primeros años y educación
Nació en Belfast, Irlanda del Norte y, como su padre estaba en el ejército, la familia vivió en varios países. Fue educada en un internado desde los 8 años.
Obtuvo una licenciatura en Inglés y Filosofía de la Universidad de Bristol.

## Carrera
Después de la universidad, trabajó para la casa de subastas británica Christie's durante más de tres años. En 2004, se unió a la feria de arte Frieze de Londres, y en 2012 fue la directora fundadora de la feria de arte Frieze Masters, antes de convertirse en directora global, supervisando todas las operaciones de la feria de arte de Frieze, en Londres y Nueva York, desde 2014, y lanzando Frieze Seoul en 2022.
Se unió al consejo de administración de Studio Voltaire, Londres, en 2012, y se desempeñó como presidenta del consejo de administración entre 2012 y 2024.
En agosto de 2024 fue nombrada decimotercera directora de la National Portrait Gallery de Londres, la primera mujer en ocupar ese cargo en los 168 años de historia de la galería. Anteriormente se desempeñó como fideicomisaria desde julio de 2023 hasta agosto de 2024. Asumirá su cargo a finales de 2024, sucediendo al director interino Michael Elliott, quien fue designado después de que Nicholas Cullinan se marchara en junio para convertirse en director del Museo Británico.

## Campaña ambiental
En octubre de 2020, cofundó la Gallery Climate Coalition. En 2024, cofundó el grupo de campaña verde Murmur, que alienta a las organizaciones artísticas y musicales a reducir su huella de carbono y «cortar lazos» con las empresas de combustibles fósiles.
Junto con Thomas Dane y Christie's, lanzó Artists for ClientEarth en 2021, que recaudó más de 6,5 millones de dólares para la organización benéfica ambiental a través de donaciones de obras de artistas como Cecily Brown, Rashid Johnson, Xie Nanxing y Beatriz Milhazes.

## Vida personal
Vive en Lambeth, en el sur de Londres, con su pareja de muchos años, François Chantala, y la hija de ambos. Se conocieron en 2000 mientras ambos trabajaban en Christie's. Chantala es un galerista de Limoges, Francia, y director de Thomas Dane en Londres.